# Pole Position (programma televisivo)
Pole Position è stato un programma televisivo trasmesso su Rai 1 e si occupa di Formula 1. È stato ideato nel 1997 da Eugenio De Paoli, dopo che la RAI rientrò in possesso dei diritti televisivi in chiaro della Formula 1.

## Il programma
Questo programma fino al 2015 in onda sia prima sia dopo le dirette dei Gran Premi di Formula 1, prima con collegamenti in diretta dal luogo e la visualizzazione della griglia di partenza, poi con il riassunto della gara e varie interviste ai piloti ed a personalità del mondo della Formula 1. Nel 2016 il programma andò in onda il sabato prima e dopo le qualifiche su Rai 2 e ritornò in onda con la seconda parte al termine di queste ultime. Tuttavia nel 2017, il programma tornerà in onda su Rai 1 ripristinando il format in vigore fino al 2015.
Generalmente Pole Position inizia alle 13:10 (sino al 1998 su Rai 2 si iniziava alle 12:40), dopodiché va in onda l'edizione delle 13:30 del TG1 in forma ridotta (sino al 1998 prima della gara andava in onda il TG2 delle 13:00). Al termine del TG1 (del TG2 sino al 1998), Pole Position dalle 13:55 dà la linea alla diretta del Gran Premio. Tuttavia, se il GP va in onda in orari diversi, ad esempio di mattina presto (come i GP di Australia, Cina e Giappone), di tardo pomeriggio (come nel caso del Gran Premio del Brasile) o addirittura di sera (GP di Canada e Stati Uniti), il programma va sempre in onda 50 minuti prima della partenza, includendo anche l'edizione del TG1, della durata di 10 minuti, per quanto riguarda le gare in diretta. Per quanto concerne le gare in differita, Pole Position va in onda cinque minuti prima che inizi la gara, stesso discorso e durata per i programmi RAI dedicati alla massima competizione automobilistica.
Tra il 1997 ed il 2002 e una del 2003 e l'edizione intera nel 2004 la trasmissione è stata condotta da Gianfranco De Laurentiis (prima da solo nel 1997, poi affiancato prima da Simona Tagli nell'edizione successiva e poi da Luana Ravegnini dal 1999 al 2002). Nel 2003 il programma è stato presentato da Amedeo Goria e Paola Ferrari e in alcune puntate sempre da De Laurentiis e da Franco Bortuzzo, mentre dal 2004 al 2009 se ne è occupata Federica Balestrieri (tra cui nella sua prima edizione insieme a Gianfranco De Laurentiis). Dall'edizione 2010, la conduzione (non più nello studio virtuale, dove tuttavia rimangono per alcune stagioni il moviolista Fabiano Vandone e Roberto Boccafogli, ma "on the road" nei paddock dei circuiti) è affidata a Franco Bortuzzo, che rimarrà fino al 2015. Dal 2016, la conduzione è affidata a Marco Franzelli e a Giorgia Cardinaletti, sia in diretta che in differita. Inoltre i due, oltre ad alternarsi la conduzione di Pole Position, si alternano anche la conduzione di altri programmi contenitori della Formula 1.